# Août 1966

## Évènements
- 1er août : le général Yakubu Gowon arrive au pouvoir au Nigeria. Il divise la fédération en vingt-six États pour briser l’hégémonie du Nord, qui se trouve réparti en six unités. Les Ibo, qui dirigeaient jusqu’alors la région est, se voient coupés de la mer et des champs de pétrole.
- 3 août : 
  - acte d'indépendance du Botswana[1].
  - acte d'indépendance du Lesotho[2].
- 5 août : début de la construction du World Trade Center.
- 6 août : 
  - Inauguration du Pont Salazar, à Lisbonne sur le Tage, alors le pont suspendu le plus long d’Europe, renommé après la révolution des Œillets, le Pont du 25 Avril.
  - Création à Saint-Paul-de-Vence de Place, ballet de Merce Cunningham.
- 7 août : 
  - émeutes raciales à Lansing (Michigan).
  - Formule 1 : Grand Prix automobile d'Allemagne.
- 18 août : 
  - bataille de Long Tan (en) au Viêt Nam..
  - Naissance du mouvement des gardes rouges en Chine lors d’une manifestation rassemblant Mao Zedong, Lin Biao et près d’un million de jeunes.
- 23 août[3] : début de la grève des gardiens de bétail gurindji contre les bas salaires et les conditions de vie des Aborigènes d'Australie.
- 25 août : début du voyage autour du monde du général de Gaulle qui se terminera le 12 septembre. Il est accueilli à Djibouti par de violentes manifestations en faveur de l’indépendance.
- 29 août : à San Francisco (États-Unis), dernier concert du groupe britannique The Beatles qui abandonne la scène et les tournées.

## Naissances
- 2 août : Tim Wakefield, joueur de baseball américain († 1er octobre 2023).
- 4 août : Luc Leblanc, coureur cycliste français.
- 6 août : Sarah Pettit, journaliste américaine, militante des droits LGBT et rédactrice en chef.
- 7 août : Jimmy Wales, fondateur américain de Wikipédia.
- 8 août : Mikhaïl Valerievitch Kouzovlev, banquier et financier russe.
- 10 août : 
  - Eric Hélary, pilote automobile français.
  - Marina Berlusconi, femme d'affaires italienne, fille du Président italien Silvio Berlusconi
- 13 août: 
  - Christopher Thompson, acteur français.
  - Pascal Lino, coureur cycliste français.
- 14 août :
  - Halle Berry, actrice américaine.
  - David Hallyday, chanteur français.
- 15 août : 
  - Tasha de Vasconcelos, mannequin portugaise.
  - Diarra Raky Talla, femme politique malienne.
  - Herbert Wigwe, économiste nigérian († 9 février 2024).
- 18 août : 
  - Gustavo Charif, artiste argentin.
  - Kang Soo-yeon, actrice sud-coréenne († 7 mai 2022).
- 19 août : Saleh al-Arouri, militant palestinien († 2 janvier 2024).
- 20 août : Dimebag Darrell, guitariste du groupe Pantera.
- 22 août: Olga Soumskaya, actrice ukrainienne.
- 23 août : Adama Niane, acteur français († 28 janvier 2023).
- 24 août : Daniel Morin, humoriste français.
- 27 août : Jean-Philippe Imparato, directeur général de la marque Peugeot.
- 30 août : Aïmene Benabderrahmane, personnalité politique algérien.

## Décès
- 19 août : Tatiana Mavrina, peintre et illustratrice soviétique russe (° 20 décembre 1900).
- 23 août : Francis X. Bushman, vedette du cinéma muet.
- 24 août : Tadeusz Bór-Komorowski, général polonais (° 1er juin 1895).
- 29 août : Sayyid Qutb, écrivain égyptien.